# Premier Padel 2024
Die Premier Padel 2024 ist der dritte Jahrgang der Premier-Padel-Turnierserie, die von der International Padel Federation (FIP) ausgetragen wurde.
Erstmals kamen neben den Mayors und der Kategorie P1 auch die Turniere der Kategorie P2 hinzu (500 Punkte für die FIP-Rangliste) und die sogenannten Tour Finals (1.500 Punkte für die FIP-Rangliste) hinzu, das Turnier, das jede Saison abschließt und an dem nur die 16 besten Spieler jeder Rangliste teilnehmen können.

## Turnierplan

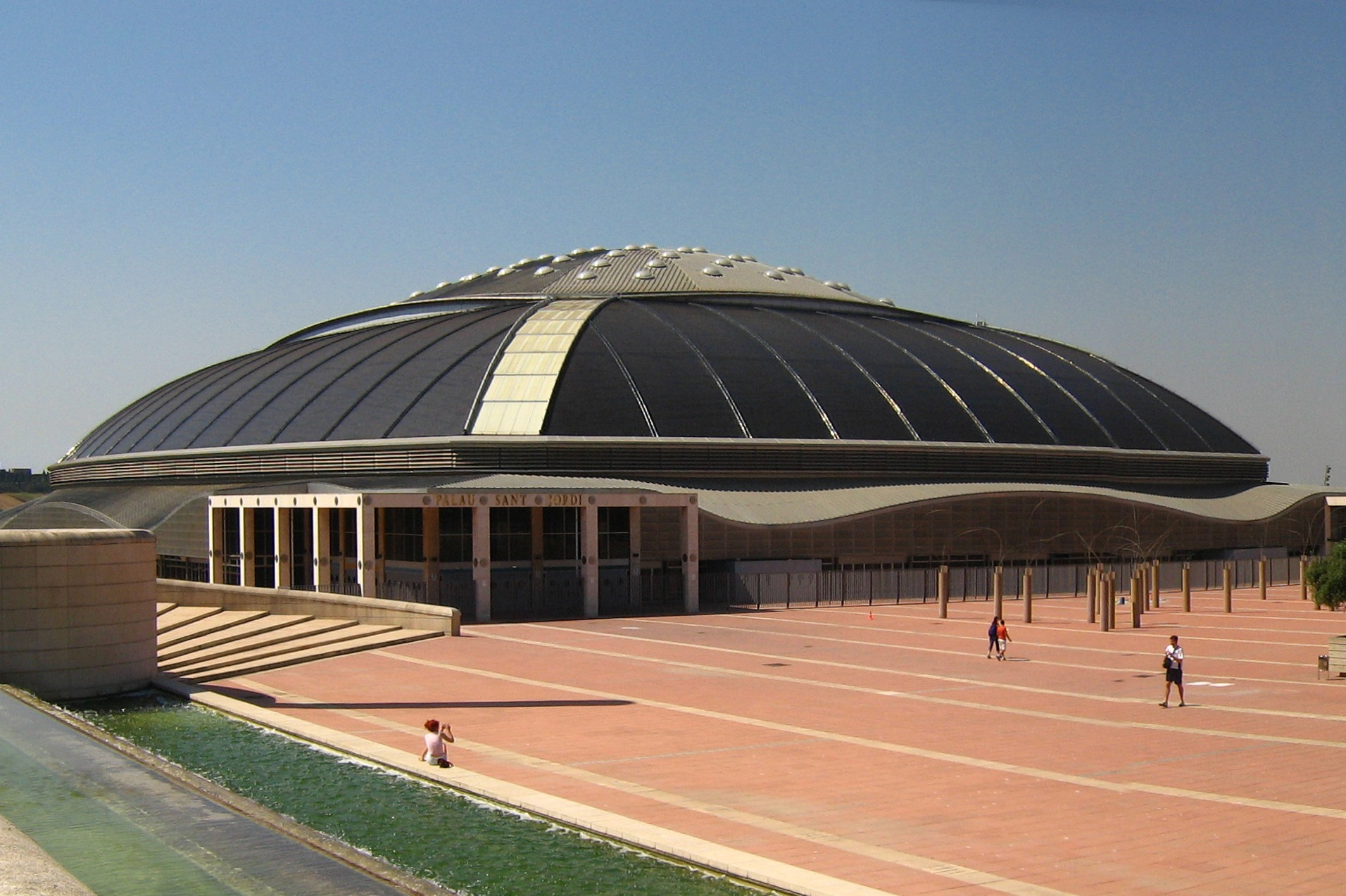
Die Tour Finals fanden vor 14.500 Zuschauern im Palau Sant Jordi in Barcelona statt.

| Kategorie |
| --------- |
| Major     |
| P1        |
| P2        |

| Sonstige    |
| ----------- |
| Tour Finals |

| Datum           | Turnier (Ort)                                                                    | Klassement | Sieger                             | Finalgegner                        | Ergebnis          |
| --------------- | -------------------------------------------------------------------------------- | ---------- | ---------------------------------- | ---------------------------------- | ----------------- |
| 26.02. – 02.03. | Riyadh Premier Padel Riad Al-Mamlaka-Arena                                       | Herren     | Juan Lebrón Alejandro Galán        | Agustín Tapia Arturo Coello        | 6:7, 6:4, 6:4     |
| 26.02. – 02.03. | Riyadh Premier Padel Riad Al-Mamlaka-Arena                                       | Damen      | Ariana Sánchez Paula Josemaría     | Delfina Brea Bea González          | 6:3, 6:2          |
| 03.03. – 08.03. | Ooredoo Qatar Premier Padel Doha Khalifa International Tennis and Squash Complex | Herren     | Arturo Coello Agustín Tapia        | Javi Garrido Miguel Yanguas        | 6:0, 6:2          |
| 03.03. – 08.03. | Ooredoo Qatar Premier Padel Doha Khalifa International Tennis and Squash Complex | Damen      | Ariana Sánchez Paula Josemaría     | Gemma Triay Claudia Fernández      | 6:3, 6:1          |
| 18.03. – 24.03. | GNP Acapulco Premier Padel Acapulco Arena GNP Seguros                            | Herren     | Arturo Coello Agustín Tapia        | Alejandro Galán Juan Lebrón        | 6:0, 6:4          |
| 18.03. – 24.03. | GNP Acapulco Premier Padel Acapulco Arena GNP Seguros                            | Damen      | Claudia Jensen Jessica Castelló    | Virgínia Riera Sofia Araújo        | 6:3, 6:3          |
| 25.03. – 31.03. | Puerto Cabello Premier Padel Puerto Cabello Stadium Dracu Rider                  | Herren     | Arturo Coello Agustín Tapia        | Alejandro Galán Federico Chingotto | 2:6, 6:3, 6:3     |
| 25.03. – 31.03. | Puerto Cabello Premier Padel Puerto Cabello Stadium Dracu Rider                  | Damen      | Bea González Delfina Brea          | Alejandra Salazar Tamara Icardo    | 6:4, 6:3          |
| 22.04. – 28.04. | Lotto Brussels Premier Padel Brüssel Gare Maritime                               | Herren     | Alejandro Galán Federico Chingotto | Arturo Coello Agustín Tapia        | 6:4, 6:74, 6:2    |
| 22.04. – 28.04. | Lotto Brussels Premier Padel Brüssel Gare Maritime                               | Damen      | Bea González Delfina Brea          | Gemma Triay Claudia Fernández      | 6:4, 6:4          |
| 29.04. – 05.05. | Sevilla Premier Padel Sevilla Estadio de La Cartuja                              | Herren     | Alejandro Galán Federico Chingotto | Martín Di Nenno Franco Stupaczuk   | 7:6, 6:4          |
| 29.04. – 05.05. | Sevilla Premier Padel Sevilla Estadio de La Cartuja                              | Damen      | Bea González Delfina Brea          | Ariana Sánchez Paula Josemaría     | 6:1, 6:1          |
| 13.05. – 19.05. | Asunción Premier Padel Asunción SND Arena                                        | Herren     | Arturo Coello Agustín Tapia        | Alejandro Galán Federico Chingotto | 6:1, 3:6, 7:61    |
| 13.05. – 19.05. | Asunción Premier Padel Asunción SND Arena                                        | Damen      | Bea González Delfina Brea          | Gemma Triay Claudia Fernández      | 6:3, 7:5          |
| 20.05. – 26.05. | Mar del Plata Premier Padel Mar del Plata Polideportivo Islas Malvinas           | Herren     | Alejandro Galán Federico Chingotto | Arturo Coello Agustín Tapia        | 2:6, 6:2, 6:2     |
| 20.05. – 26.05. | Mar del Plata Premier Padel Mar del Plata Polideportivo Islas Malvinas           | Damen      | Ariana Sánchez Paula Josemaría     | Delfina Brea Bea González          | 6:1, 5:7, 6:4     |
| 27.05. – 02.06. | Santiago Premier Padel Santiago de Chile Movistar Arena                          | Herren     | Arturo Coello Agustín Tapia        | Alejandro Galán Federico Chingotto | 6:0, 4:6, 6:4     |
| 27.05. – 02.06. | Santiago Premier Padel Santiago de Chile Movistar Arena                          | Damen      | Gemma Triay Claudia Fernández      | Lucía Sainz Patricia Llaguno       | 6:1, 6:4          |
| 10.06. – 16.06. | Betclic Bordeaux Premier Padel Bordeaux Arkéa Arena                              | Herren     | Jorge Nieto Jon Sanz               | Alejandro Ruiz Momo González       | 6:1, 6:4          |
| 10.06. – 16.06. | Betclic Bordeaux Premier Padel Bordeaux Arkéa Arena                              | Damen      | Gemma Triay Claudia Fernández      | Marta Ortega Verónica Virseda      | 7:5, 7:5          |
| 17.06. – 23.06. | BNL Italy Premier Padel Rom Foro Italico                                         | Herren     | Alejandro Galán Federico Chingotto | Arturo Coello Agustín Tapia        | 6:4, 1:6, 6:1     |
| 17.06. – 23.06. | BNL Italy Premier Padel Rom Foro Italico                                         | Damen      | Ariana Sánchez Paula Josemaría     | Lucía Sainz Patricia Llaguno       | 6:1, 6:0          |
| 30.06. – 07.07. | Genova Premier Padel Genua Centro Sportivo Valletta Cambiaso                     | Herren     | Alejandro Galán Federico Chingotto | Arturo Coello Agustín Tapia        | 6:1, 6:1          |
| 30.06. – 07.07. | Genova Premier Padel Genua Centro Sportivo Valletta Cambiaso                     | Damen      | Sofia Araújo Marta Ortega          | Ariana Sánchez Paula Josemaría     | 6:3, 7:6          |
| 08.07. – 14.07. | Malaga Premier Padel Málaga Palacio de Deportes José María Martín Carpena        | Herren     | Arturo Coello Agustín Tapia        | Alejandro Galán Federico Chingotto | 6:2, 6:3          |
| 08.07. – 14.07. | Malaga Premier Padel Málaga Palacio de Deportes José María Martín Carpena        | Damen      | Ariana Sánchez Paula Josemaría     | Gemma Triay Claudia Fernández      | 1:6, 6:4, 6:2     |
| 29.07. – 04.08. | Finland Premier Padel Nokia PadelOne Arena                                       | Herren     | Martín Di Nenno Juan Lebrón        | Jorge Nieto Jon Sanz               | 7:5, 6:3          |
| 29.07. – 04.08. | Finland Premier Padel Nokia PadelOne Arena                                       | Damen      | Ariana Sánchez Paula Josemaría     | Sofia Araújo Marta Ortega          | 6:3, 6:1          |
| 02.09. – 08.09. | Comunidad de Madrid Premier Padel Madrid Euroindoor Alcorcón                     | Herren     | Arturo Coello Agustín Tapia        | Alejandro Galán Federico Chingotto | 6:3, 7:63         |
| 02.09. – 08.09. | Comunidad de Madrid Premier Padel Madrid Euroindoor Alcorcón                     | Damen      | Gemma Triay Claudia Fernández      | Delfina Brea Bea González          | 6:2, 2:1 Aufgabe  |
| 09.09. – 15.09. | Rotterdam Premier Padel Rotterdam Rotterdam Ahoy                                 | Herren     | Arturo Coello Agustín Tapia        | Alejandro Galán Federico Chingotto | 6:2, 6:2          |
| 09.09. – 15.09. | Rotterdam Premier Padel Rotterdam Rotterdam Ahoy                                 | Damen      | Ariana Sánchez Paula Josemaría     | Gemma Triay Claudia Fernández      | 6:4, 6:4          |
| 16.09. – 22.09. | Valladolid Premier Padel Valladolid Pabellón Polideportivo Pisuerga              | Herren     | Arturo Coello Agustín Tapia        | Alejandro Galán Federico Chingotto | 6:4, 4:6, 6:3     |
| 16.09. – 22.09. | Valladolid Premier Padel Valladolid Pabellón Polideportivo Pisuerga              | Damen      | Gemma Triay Claudia Fernández      | Ariana Sánchez Paula Josemaría     | 6:3, 6:2          |
| 30.09. – 06.10. | Greenweez Paris Premier Padel Paris Stade Roland Garros                          | Herren     | Arturo Coello Agustín Tapia        | Alejandro Galán Federico Chingotto | 6:2, 6:1          |
| 30.09. – 06.10. | Greenweez Paris Premier Padel Paris Stade Roland Garros                          | Damen      | Ariana Sánchez Paula Josemaría     | Andrea Ustero Delfina Brea         | 6:4, 6:0          |
| 21.10. – 27.10. | NEWGIZA Premier Padel Gizeh New Giza Sports Club                                 | Herren     | Miguel Yanguas Franco Stupaczuk    | Lucas Bergamini Javi Garrido       | 6:3, 7:62         |
| 21.10. – 27.10. | NEWGIZA Premier Padel Gizeh New Giza Sports Club                                 | Damen      | Sofia Araújo Marta Ortega          | Alejandra Salazar Jessica Castelló | 6:4, 6:2          |
| 04.11. – 10.11. | Dubai Premier Padel Dubai Aviation Club Tennis Centre                            | Herren     | Arturo Coello Agustín Tapia        | Alejandro Galán Federico Chingotto | 6:4, 6:3          |
| 04.11. – 10.11. | Dubai Premier Padel Dubai Aviation Club Tennis Centre                            | Damen      | Bea González Delfina Brea          | Andrea Ustero Alejandra Alonso     | 6:2, 6:3          |
| 11.11. – 17.11. | Kuwait City Premier Padel Kuwait-Stadt The Arena Kuwait                          | Herren     | Arturo Coello Agustín Tapia        | Miguel Yanguas Franco Stupaczuk    | 6:4, 6:2          |
| 11.11. – 17.11. | Kuwait City Premier Padel Kuwait-Stadt The Arena Kuwait                          | Damen      | Ariana Sánchez Paula Josemaría     | Gemma Triay Claudia Fernández      | 7:5, 7:61         |
| 25.11. – 01.12. | GNP Mexico Premier Padel Acapulco Arena GNP Seguros                              | Herren     | Arturo Coello Agustín Tapia        | Miguel Yanguas Franco Stupaczuk    | 4:6, 6:1, 6:2     |
| 25.11. – 01.12. | GNP Mexico Premier Padel Acapulco Arena GNP Seguros                              | Damen      | Gemma Triay Claudia Fernández      | Sofia Araújo Marta Ortega          | 6:75, 6:1, 6:4    |
| 02.12. – 08.12. | Milano Premier Padel Mailand Allianz Cloud                                       | Herren     | Arturo Coello Agustín Tapia        | Alejandro Galán Federico Chingotto | 6:4, 7:5          |
| 02.12. – 08.12. | Milano Premier Padel Mailand Allianz Cloud                                       | Damen      | Gemma Triay Claudia Fernández      | Delfina Brea Bea González          | 6:75, 5:2 Aufgabe |
| 18.12. – 22.12. | Premier Padel Finals Barcelona Palau Sant Jordi                                  | Herren     | Jorge Nieto Jon Sanz               | Arturo Coello Agustín Tapia        | 3:6, 7:5, 6:3     |
| 18.12. – 22.12. | Premier Padel Finals Barcelona Palau Sant Jordi                                  | Damen      | Ariana Sánchez Paula Josemaría     | Gemma Triay Claudia Fernández      | 6:3, 6:3          |